# 岡山県道236号巌井野田線
岡山県道236号巌井野田線（おかやまけんどう236ごう いわいのだせん）は、岡山県岡山市北区を通る一般県道である。

## 概要

### 路線データ
- 起点：岡山県岡山市北区西崎本町（西崎本町交差点、国道180号交点）
- 終点：岡山県岡山市北区野田5丁目（野田西交差点、岡山県道21号岡山児島線・岡山県道162号岡山倉敷線交点）
- 総延長：1.7 km
- 実延長：1.6 km

## 歴史
- 1960年（昭和35年）3月18日 - 岡山県告示第335号により認定される。
- 1972年（昭和47年） - 岡山県の県道番号再編により現行の県道番号に変更される。

## 路線状況
岡山県道242号川入巌井線以北・岡山市岡山市西崎本町・西崎本町交差点 - 岡山市北区高柳西町間にはバイパスが建設された。2007年度（平成19年度）着工、2009年度（平成21年度）完成。
バイパスの2012年（平成24年）2月現在の開通部分からさらに北、都市計画道路・米倉津島線吉備線工区（岡山市北区西崎 - 岡山市北区西崎本町・西崎本町交差点）のJR西日本吉備線交差部分は、周辺道路事情を考慮して立体交差化する予定だったが、JR西日本吉備線のLRT化（路面電車化）問題との絡みから当面は平面交差にすることが決定した。2012年（平成24年）4月15日に関高前踏切を含め開通。それに伴い、現道のJR西日本吉備線（桃太郎線）交差部分（三門西踏切）は、四輪車の通行ができなくなった。

## 地理

### 通過する自治体
- 岡山市（北区）

### 交差する道路
| 交差する道路                                   | 交差する場所 | 交差する場所          |
| ---------------------------------------------- | ------------ | --------------------- |
| 国道180号                                      | 西崎本町     | 西崎本町交差点 / 起点 |
| 岡山県道242号川入巌井線                        | 高柳西町     |                       |
| 岡山県道21号岡山児島線 岡山県道162号岡山倉敷線 | 野田5丁目    | 野田西交差点 / 終点   |

### 交差する鉄道
- 吉備線
- 山陽新幹線
- 伯備線
- 山陽本線

### 沿線
- 関西高等学校
- JR西日本吉備線（桃太郎線） 備前三門駅
- 岡山西警察署三門交番
- 創志学園高等学校
- ベネッセコーポレーション旧本社（現在はグループ企業のシンフォームが入っている）